# Séries éliminatoires de la Coupe Stanley 2008
Année précédente Année suivante
Les séries éliminatoires de la Coupe Stanley 2008 font suite à la saison 2007-2008 de la Ligue nationale de hockey. Les Red Wings de Détroit remportent leur onzième Coupe Stanley de leur histoire après avoir battu en finale les Penguins de Pittsburgh sur le score de 4 matchs à 2.

## Arbre de qualification
Les huit premiers de la saison régulière dans chaque association sont qualifiés pour les séries éliminatoires ; l'équipe la mieux classée est opposée à la moins bien classée, la deuxième à la septième, la troisième à la sixième et la quatrième à la cinquième. Toutes les séries sont jouées au meilleur des sept matchs. Les deux premiers matchs sont joués chez l'équipe la mieux classées à l'issue de la saison puis les deux suivants sont joués chez l'autre équipe. Si une cinquième, une sixième voire une septième rencontre sont nécessaires, elles sont jouées alternativement chez les deux équipes en commençant par la mieux classée.
Lors du deuxième tour des séries, les quatre équipes restantes dans chaque association sont opposées suivant le même principe : la meilleure est opposée à la moins bonne et les deux autres se rencontrent, toujours en jouant les deux premiers matchs chez la mieux classée.
|  | Quarts de finale d'association | Quarts de finale d'association | Quarts de finale d'association |   |                        | Demi-finales d'association | Demi-finales d'association | Demi-finales d'association |  |   | Finales d'association  | Finales d'association | Finales d'association |  |    | Finale de la Coupe Stanley | Finale de la Coupe Stanley | Finale de la Coupe Stanley |
|  |                                |                                |                                |   |                        |                            |                            |                            |  |   |                        |                       |                       |  |    |                            |                            |                            |
|  | 1                              | Canadiens de Montréal          | 4                              |   |                        |                            |                            |                            |  |   |                        |                       |                       |  |    |                            |                            |                            |
|  | 8                              | Bruins de Boston               | 3                              |   |                        |                            |                            |                            |  |   |                        |                       |                       |  |    |                            |                            |                            |
|  | 8                              | Bruins de Boston               | 3                              |   | 1                      | Canadiens de Montréal      | 1                          |                            |  |   |                        |                       |                       |  |    |                            |                            |                            |
|  |                                |                                |                                |   | 1                      | Canadiens de Montréal      | 1                          |                            |  |   |                        |                       |                       |  |    |                            |                            |                            |
|  |                                | 6                              | Flyers de Philadelphie         | 4 |                        |                            |                            |                            |  |   |                        |                       |                       |  |    |                            |                            |                            |
|  | 2                              | 6                              | Flyers de Philadelphie         | 4 | Penguins de Pittsburgh | 4                          |                            |                            |  |   |                        |                       |                       |  |    |                            |                            |                            |
|  | 2                              |                                |                                |   | Penguins de Pittsburgh | 4                          |                            |                            |  |   |                        |                       |                       |  |    |                            |                            |                            |
|  | 7                              | Sénateurs d'Ottawa             | 0                              |   |                        |                            |                            |                            |  |   |                        |                       |                       |  |    |                            |                            |                            |
|  | 7                              | Sénateurs d'Ottawa             | 0                              |   |                        |                            |                            |                            |  | 6 | Flyers de Philadelphie | 1                     |                       |  |    |                            |                            |                            |
|  | Association de l'Est           |                                |                                |   |                        |                            |                            |                            |  | 6 | Flyers de Philadelphie | 1                     |                       |  |    |                            |                            |                            |
|  |                                | 2                              | Penguins de Pittsburgh         | 4 |                        |                            |                            |                            |  |   |                        |                       |                       |  |    |                            |                            |                            |
|  | 3                              | 2                              | Penguins de Pittsburgh         | 4 | Capitals de Washington | 3                          |                            |                            |  |   |                        |                       |                       |  |    |                            |                            |                            |
|  | 3                              |                                |                                |   | Capitals de Washington | 3                          |                            |                            |  |   |                        |                       |                       |  |    |                            |                            |                            |
|  | 6                              | Flyers de Philadelphie         | 4                              |   |                        |                            |                            |                            |  |   |                        |                       |                       |  |    |                            |                            |                            |
|  | 6                              | Flyers de Philadelphie         | 4                              |   | 2                      | Penguins de Pittsburgh     | 4                          |                            |  |   |                        |                       |                       |  |    |                            |                            |                            |
|  |                                |                                |                                |   | 2                      | Penguins de Pittsburgh     | 4                          |                            |  |   |                        |                       |                       |  |    |                            |                            |                            |
|  |                                | 5                              | Rangers de New York            | 1 |                        |                            |                            |                            |  |   |                        |                       |                       |  |    |                            |                            |                            |
|  | 4                              | 5                              | Rangers de New York            | 1 | Devils du New Jersey   | 1                          |                            |                            |  |   |                        |                       |                       |  |    |                            |                            |                            |
|  | 4                              |                                |                                |   | Devils du New Jersey   | 1                          |                            |                            |  |   |                        |                       |                       |  |    |                            |                            |                            |
|  | 5                              | Rangers de New York            | 4                              |   |                        |                            |                            |                            |  |   |                        |                       |                       |  |    |                            |                            |                            |
|  | 5                              | Rangers de New York            | 4                              |   |                        |                            |                            |                            |  |   |                        |                       |                       |  | E2 | Penguins de Pittsburgh     | 2                          |                            |
|  |                                |                                |                                |   |                        |                            |                            |                            |  |   |                        |                       |                       |  | E2 | Penguins de Pittsburgh     | 2                          |                            |
|  |                                | O1                             | Red Wings de Détroit           | 4 |                        |                            |                            |                            |  |   |                        |                       |                       |  |    |                            |                            |                            |
|  | 1                              | O1                             | Red Wings de Détroit           | 4 | Red Wings de Détroit   | 4                          |                            |                            |  |   |                        |                       |                       |  |    |                            |                            |                            |
|  | 1                              |                                |                                |   | Red Wings de Détroit   | 4                          |                            |                            |  |   |                        |                       |                       |  |    |                            |                            |                            |
|  | 8                              | Predators de Nashville         | 2                              |   |                        |                            |                            |                            |  |   |                        |                       |                       |  |    |                            |                            |                            |
|  | 8                              | Predators de Nashville         | 2                              |   | 1                      | Red Wings de Détroit       | 4                          |                            |  |   |                        |                       |                       |  |    |                            |                            |                            |
|  |                                |                                |                                |   | 1                      | Red Wings de Détroit       | 4                          |                            |  |   |                        |                       |                       |  |    |                            |                            |                            |
|  |                                | 6                              | Avalanche du Colorado          | 0 |                        |                            |                            |                            |  |   |                        |                       |                       |  |    |                            |                            |                            |
|  | 2                              | 6                              | Avalanche du Colorado          | 0 | Sharks de San José     | 4                          |                            |                            |  |   |                        |                       |                       |  |    |                            |                            |                            |
|  | 2                              |                                |                                |   | Sharks de San José     | 4                          |                            |                            |  |   |                        |                       |                       |  |    |                            |                            |                            |
|  | 7                              | Flames de Calgary              | 3                              |   |                        |                            |                            |                            |  |   |                        |                       |                       |  |    |                            |                            |                            |
|  | 7                              | Flames de Calgary              | 3                              |   |                        |                            |                            |                            |  | 1 | Red Wings de Détroit   | 4                     |                       |  |    |                            |                            |                            |
|  | Association de l'Ouest         |                                |                                |   |                        |                            |                            |                            |  | 1 | Red Wings de Détroit   | 4                     |                       |  |    |                            |                            |                            |
|  |                                | 5                              | Stars de Dallas                | 2 |                        |                            |                            |                            |  |   |                        |                       |                       |  |    |                            |                            |                            |
|  | 3                              | 5                              | Stars de Dallas                | 2 | Wild du Minnesota      | 2                          |                            |                            |  |   |                        |                       |                       |  |    |                            |                            |                            |
|  | 3                              |                                |                                |   | Wild du Minnesota      | 2                          |                            |                            |  |   |                        |                       |                       |  |    |                            |                            |                            |
|  | 6                              | Avalanche du Colorado          | 4                              |   |                        |                            |                            |                            |  |   |                        |                       |                       |  |    |                            |                            |                            |
|  | 6                              | Avalanche du Colorado          | 4                              |   | 2                      | Sharks de San José         | 2                          |                            |  |   |                        |                       |                       |  |    |                            |                            |                            |
|  |                                |                                |                                |   | 2                      | Sharks de San José         | 2                          |                            |  |   |                        |                       |                       |  |    |                            |                            |                            |
|  |                                | 5                              | Stars de Dallas                | 4 |                        |                            |                            |                            |  |   |                        |                       |                       |  |    |                            |                            |                            |
|  | 4                              | 5                              | Stars de Dallas                | 4 | Ducks d'Anaheim        | 2                          |                            |                            |  |   |                        |                       |                       |  |    |                            |                            |                            |
|  | 4                              |                                |                                |   | Ducks d'Anaheim        | 2                          |                            |                            |  |   |                        |                       |                       |  |    |                            |                            |                            |
|  | 5                              | Stars de Dallas                | 4                              |   |                        |                            |                            |                            |  |   |                        |                       |                       |  |    |                            |                            |                            |

## Quarts de finale d'associations

### Association de l'Est

#### Montréal contre Boston
| 10 avril | Montréal | 4-1 (2-1, 1-0, 1-0) | Boston | Centre Bell 21 273 spectateurs |

| Feuille de match | Feuille de match | Feuille de match    | Feuille de match                     | Feuille de match                                                                 |
| ---------------- | --- | ------------------- | ------------------------------------ | -------------------------------------------------------------------------------- |
|                  | S. Kostitsyne (Brisebois) — 34 s A. Kostitsyne (T.Plekanec) — 2 min 2 s Smolinski (Kostopoulos, Komisarek) — 25 min 16 s Kostopoulos (Lapierre, Streit) | 1-0 2-0 2-1 3-1 4-1 | Hnidy (Ference, Kessel) — 8 min 34 s | Arbitrage : Kerry Fraser, Dan Marouelli Derek Amell, Dan Schachte, Greg Kimmerly |
| Price            | Gardiens | Thomas              |                                      | Arbitrage : Kerry Fraser, Dan Marouelli Derek Amell, Dan Schachte, Greg Kimmerly |
| 10 min           | Pénalités | 16 min              |                                      | Arbitrage : Kerry Fraser, Dan Marouelli Derek Amell, Dan Schachte, Greg Kimmerly |
| 32               | Tirs | 18                  |                                      | Arbitrage : Kerry Fraser, Dan Marouelli Derek Amell, Dan Schachte, Greg Kimmerly |

| 12 avril | Montréal | 3-2 (pr) (1-0, 1-0, 0-2, 1-0) | Boston | 21 273 spectateurs |

| Feuille de match | Feuille de match | Feuille de match    | Feuille de match                                                                | Feuille de match                                                |
| ---------------- | --- | ------------------- | ------------------------------------------------------------------------------- | --------------------------------------------------------------- |
|                  | Hamrlík (Smolinski, Begin) — 18 min 30 s S. Kostitsyne (Brisebois, Kovaliov) — 21 min 50 s Kovaliov (Markov, Plekanec) — 62 min 30 s (SN) | 1-0 2-0 2-1 2-2 3-2 | Schaefer (P.Nokelainen) — 43 min 58 s Krejcí (Sturm, Savard) — 49 min 34 s (SN) | Arbitrage : Paul Devorski, Mike Leggo Derek Amell, Dan Schachte |
| Price            | Gardiens | Thomas              |                                                                                 | Arbitrage : Paul Devorski, Mike Leggo Derek Amell, Dan Schachte |
| 14 min           | Pénalités | 18 min              |                                                                                 | Arbitrage : Paul Devorski, Mike Leggo Derek Amell, Dan Schachte |
| 31               | Tirs | 39                  |                                                                                 | Arbitrage : Paul Devorski, Mike Leggo Derek Amell, Dan Schachte |

| 13 avril | Boston | 2-1 (pr) (1-0, 0-1, 0-0, 1-0) | Montréal |  |

| Feuille de match | Feuille de match | Feuille de match | Feuille de match | Feuille de match |
| ---------------- | ---------------- | ---------------- | ---------------- | ---------------- |
|                  | Lucic Savard     | 1-0 1-1 2-1      | Kostopoulos      |                  |
|                  |                  |                  |                  |                  |
|                  |                  |                  |                  |                  |
|                  |                  |                  |                  |                  |

| 15 avril | Boston | 0-1 (0-0, 0-1, 0-0) | Montréal |  |

| Feuille de match | Feuille de match | Feuille de match | Feuille de match | Feuille de match |
| ---------------- | ---------------- | ---------------- | ---------------- | ---------------- |
|                  |                  | 0-1              | Brisebois        |                  |
|                  |                  |                  |                  |                  |
|                  |                  |                  |                  |                  |
|                  |                  |                  |                  |                  |

| 17 avril | Montréal | 1-5 (1-0, 0-1, 0-4) | Boston |  |

| Feuille de match | Feuille de match | Feuille de match        | Feuille de match                      | Feuille de match |
| ---------------- | ---------------- | ----------------------- | ------------------------------------- | ---------------- |
|                  | Kovaliov         | 1-0 1-1 1-2 1-3 1-4 1-5 | Kessel Metropolit Chára Sturm Sobotka |                  |
|                  |                  |                         |                                       |                  |
|                  |                  |                         |                                       |                  |
|                  |                  |                         |                                       |                  |

| 19 avril | Boston | 5-4 (0-1, 1-1, 4-2) | Montréal |  |

| Feuille de match | Feuille de match                  | Feuille de match                    | Feuille de match                  | Feuille de match |
| ---------------- | --------------------------------- | ----------------------------------- | --------------------------------- | ---------------- |
|                  | Kessel Sobotka Lucic Kessel Sturm | 0-1 1-1 1-2 2-2 2-3 3-3 4-3 4-4 5-4 | Higgins Plekanec Bouillon Higgins |                  |
|                  |                                   |                                     |                                   |                  |
|                  |                                   |                                     |                                   |                  |
|                  |                                   |                                     |                                   |                  |

| 21 avril | Montréal | 5-0 (1-0, 2-0, 2-0) | Boston |  |

| Feuille de match | Feuille de match                                           | Feuille de match    | Feuille de match | Feuille de match |
| ---------------- | ---------------------------------------------------------- | ------------------- | ---------------- | ---------------- |
|                  | Komisarek Streit A. Kostitsyne A. Kostitsyne S. Kostitsyne | 1-0 2-0 3-0 4-0 5-0 |                  |                  |
|                  |                                                            |                     |                  |                  |
|                  |                                                            |                     |                  |                  |
|                  |                                                            |                     |                  |                  |

#### Pittsburgh contre Ottawa
| 9 avril | Pittsburgh | 4-0 (2-0, 0-0, 2-0) | Ottawa |  |

| Feuille de match | Feuille de match                    | Feuille de match | Feuille de match | Feuille de match |
| ---------------- | ----------------------------------- | ---------------- | ---------------- | ---------------- |
|                  | Roberts Sýkora Malkine Roberts (SN) | 1-0 2-0 3-0 4-0  |                  |                  |
|                  |                                     |                  |                  |                  |
|                  |                                     |                  |                  |                  |
|                  |                                     |                  |                  |                  |

| 11 avril | Pittsburgh | 5-3 (1-0, 2-2, 2-1) | Ottawa |  |

| Feuille de match | Feuille de match                                        | Feuille de match                | Feuille de match           | Feuille de match |
| ---------------- | ------------------------------------------------------- | ------------------------------- | -------------------------- | ---------------- |
|                  | Gonchar (SN) Sýkora (SN) Sýkora Malone (SN) Malone (CV) | 1-0 2-0 3-0 3-1 3-2 3-3 4-3 5-3 | Donovan Stillman (SN) Bass |                  |
|                  |                                                         |                                 |                            |                  |
|                  |                                                         |                                 |                            |                  |
|                  |                                                         |                                 |                            |                  |

| 14 avril | Ottawa | 1-4 (0-0, 1-1, 0-3) | Pittsburgh |  |

| Feuille de match | Feuille de match | Feuille de match    | Feuille de match               | Feuille de match |
| ---------------- | ---------------- | ------------------- | ------------------------------ | ---------------- |
|                  | Foligno          | 1-0 1-1 1-2 1-3 1-4 | Talbot Crosby Staal Hossa (SN) |                  |
|                  |                  |                     |                                |                  |
|                  |                  |                     |                                |                  |
|                  |                  |                     |                                |                  |

| 16 avril | Ottawa | 1-3 (0-0, 1-2, 0-1) | Pittsburgh |  |

| Feuille de match | Feuille de match | Feuille de match | Feuille de match               | Feuille de match |
| ---------------- | ---------------- | ---------------- | ------------------------------ | ---------------- |
|                  | Stillman         | 0-1 1-1 1-2 1-3  | Malkine (SN) Ruutu Crosby (CV) |                  |
|                  |                  |                  |                                |                  |
|                  |                  |                  |                                |                  |
|                  |                  |                  |                                |                  |

#### Washington contre Philadelphie
| 11 avril | Washington | 5-4 (1-1, 1-3, 3-0) | Philadelphie | Verizon Center 18 277 spectateurs |

| Feuille de match | Feuille de match | Feuille de match                    | Feuille de match | Feuille de match                                                |
| ---------------- | --- | ----------------------------------- | --- | --------------------------------------------------------------- |
|                  | Brashear (Bradley, Poti) — 3 min 16 s Steckel (Bradley, Erskine) — 24 min 8 s Green (Fiodorov, Siomine) — 41 min 50 s Green (Ovetchkine, Bäckström) — 46 min 26 s (SN) Ovetchkine — 55 min 28 s | 1-0 1-1 2-1 2-2 2-3 2-4 3-4 4-4 5-4 | Prospal (Timonen, Hartnell) — 8 min 17 s Brière (Knuble) — 31 min 46 s Prospal (Brière, Kukkonen) — 32 min 19 s Brière (Richards, Prospal) — 35 min 22 s (SN) | Arbitrage : Brad Watson, Wes McCauley Shane Heyer, Steve Barton |
| Huet             | Gardiens | Biron                               | | Arbitrage : Brad Watson, Wes McCauley Shane Heyer, Steve Barton |
| 6 min            | Pénalités | 6 min                               | | Arbitrage : Brad Watson, Wes McCauley Shane Heyer, Steve Barton |
| 27               | Tirs | 22                                  | | Arbitrage : Brad Watson, Wes McCauley Shane Heyer, Steve Barton |

| 13 avril | Washington | 0-2 (0-2, 0-0, 0-0) | Philadelphie | Verizon Center 18 277 spectateurs |

| Feuille de match | Feuille de match | Feuille de match | Feuille de match                                             | Feuille de match                                                 |
| ---------------- | ---------------- | ---------------- | ------------------------------------------------------------ | ---------------------------------------------------------------- |
|                  |                  | 0-1 0-2          | Umberger (Coburn) — 5 min 53 s Carter (Knuble) — 15 min 17 s | Arbitrage : Dave Jackson, Chris Rooney Steve Barton, Shane Heyer |
| Huet             | Gardiens         | Biron            |                                                              | Arbitrage : Dave Jackson, Chris Rooney Steve Barton, Shane Heyer |
| 10 min           | Pénalités        | 12 min           |                                                              | Arbitrage : Dave Jackson, Chris Rooney Steve Barton, Shane Heyer |
| 24               | Tirs             | 41               |                                                              | Arbitrage : Dave Jackson, Chris Rooney Steve Barton, Shane Heyer |

| 15 avril | Philadelphie | 6-3 (3-1, 1-1, 2-1) | Washington | Wachovia Center 19 822 spectateurs |

| Feuille de match | Feuille de match | Feuille de match                    | Feuille de match | Feuille de match                                                        |
| ---------------- | --- | ----------------------------------- | --- | ----------------------------------------------------------------------- |
|                  | Brière (Prospal, Coburn) — 16 min 10 s Hartnell (Prospal, Brière) — 18 min 26 s Kapanen (Dowd) — 18 min 43 s Brière (Richards, Prospal) — 39 min 50 s Richards — 57 min 1 s (TP) Knuble (Upshal) — 58 min 55 s (CV) | 1-0 1-1 2-1 3-1 3-2 4-2 4-3 5-3 6-3 | Fehr (Brashear, Steckel) — 17 min 21 s Green (Siomine, Ovetchkine) — 27 min 28 s (SN) Laich (Morrisonn, Green) — 55 min 26 s | Arbitrage : Don Koharski, Kelly Sutherland Greg Devorski, Brad Kovachik |
| Biron            | Gardiens | Huet                                | | Arbitrage : Don Koharski, Kelly Sutherland Greg Devorski, Brad Kovachik |
| 21 min           | Pénalités | 21 min                              | | Arbitrage : Don Koharski, Kelly Sutherland Greg Devorski, Brad Kovachik |
| 33               | Tirs | 19                                  | | Arbitrage : Don Koharski, Kelly Sutherland Greg Devorski, Brad Kovachik |

| 17 avril | Philadelphie | 4-3 (2 pr) (2-2, 0-1, 1-0, 0-0, 1-0) | Washington |  |

| Feuille de match | Feuille de match            | Feuille de match            | Feuille de match          | Feuille de match |
| ---------------- | --------------------------- | --------------------------- | ------------------------- | ---------------- |
|                  | Carter Carter Brière Knuble | 1-0 1-1 1-2 2-2 2-3 3-3 4-3 | Bäckström Siomine Eminger |                  |
|                  |                             |                             |                           |                  |
|                  |                             |                             |                           |                  |
|                  |                             |                             |                           |                  |

| 19 avril | Washington | 3-2 (1-0, 1-1, 1-1) | Philadelphie |  |

| Feuille de match | Feuille de match           | Feuille de match    | Feuille de match | Feuille de match |
| ---------------- | -------------------------- | ------------------- | ---------------- | ---------------- |
|                  | Bäckström Fiodorov Siomine | 1-0 2-0 2-1 3-1 3-2 | Prospal Hatcher  |                  |
|                  |                            |                     |                  |                  |
|                  |                            |                     |                  |                  |
|                  |                            |                     |                  |                  |

| 21 avril | Philadelphie | 2-4 (1-0, 1-2, 0-2) | Washington |  |

| Feuille de match | Feuille de match | Feuille de match        | Feuille de match             | Feuille de match |
| ---------------- | ---------------- | ----------------------- | ---------------------------- | ---------------- |
|                  | Richards Brière  | 1-0 2-0 2-1 2-2 2-3 2-4 | Bäckström Siomine Ovetchkine |                  |
|                  |                  |                         |                              |                  |
|                  |                  |                         |                              |                  |
|                  |                  |                         |                              |                  |

| 22 avril | Washington | 2-3 (pr) (1-1, 1-1, 0-0, 0-1) | Philadelphie |  |

| Feuille de match | Feuille de match     | Feuille de match    | Feuille de match      | Feuille de match |
| ---------------- | -------------------- | ------------------- | --------------------- | ---------------- |
|                  | Bäckström Ovetchkine | 1-0 1-1 1-2 2-2 2-3 | Upshall Kapanen Lupul |                  |
|                  |                      |                     |                       |                  |
|                  |                      |                     |                       |                  |
|                  |                      |                     |                       |                  |

#### New Jersey contre Rangers de New York
| 9 avril | New Jersey | 1-4 | New York |  |

| Feuille de match | Feuille de match | Feuille de match | Feuille de match              | Feuille de match |
| ---------------- | ---------------- | ---------------- | ----------------------------- | ---------------- |
|                  | Martin           |                  | Shanahan Callahan Avery Dawes |                  |
|                  |                  |                  |                               |                  |
|                  |                  |                  |                               |                  |
|                  |                  |                  |                               |                  |

| 11 avril | New Jersey | 1-2 | New York |  |

| Feuille de match | Feuille de match | Feuille de match | Feuille de match | Feuille de match |
| ---------------- | ---------------- | ---------------- | ---------------- | ---------------- |
|                  | Madden           |                  | Jágr Avery       |                  |
|                  |                  |                  |                  |                  |
|                  |                  |                  |                  |                  |
|                  |                  |                  |                  |                  |

| 13 avril | New York | 3-4 (pr) | New Jersey |  |

| Feuille de match | Feuille de match        | Feuille de match | Feuille de match           | Feuille de match |
| ---------------- | ----------------------- | ---------------- | -------------------------- | ---------------- |
|                  | Dubinsky Avery Dubinsky |                  | Brylin Eliáš Parisé Madden |                  |
|                  |                         |                  |                            |                  |
|                  |                         |                  |                            |                  |
|                  |                         |                  |                            |                  |

| 16 avril | New York | 5-3 | New Jersey |  |

| Feuille de match | Feuille de match               | Feuille de match | Feuille de match   | Feuille de match |
| ---------------- | ------------------------------ | ---------------- | ------------------ | ---------------- |
|                  | Gomez Straka Drury Stall Gomez |                  | Eliáš Eliáš Mottau |                  |
|                  |                                |                  |                    |                  |
|                  |                                |                  |                    |                  |
|                  |                                |                  |                    |                  |

| 18 avril | New Jersey | 3-5 | New York |  |

| Feuille de match | Feuille de match      | Feuille de match | Feuille de match                   | Feuille de match |
| ---------------- | --------------------- | ---------------- | ---------------------------------- | ---------------- |
|                  | Gionta Salvador Eliáš |                  | Rozsíval Jágr Gomez Drury Dubinsky |                  |
|                  |                       |                  |                                    |                  |
|                  |                       |                  |                                    |                  |
|                  |                       |                  |                                    |                  |

### Association de l'Ouest

#### Détroit contre Nashville
| 10 avril | Détroit | 3-1 | Nashville |  |

| Feuille de match | Feuille de match                   | Feuille de match | Feuille de match | Feuille de match |
| ---------------- | ---------------------------------- | ---------------- | ---------------- | ---------------- |
|                  | Franzén Zetterberg Zetterberg (CV) |                  | Tootoo           |                  |
|                  |                                    |                  |                  |                  |
|                  |                                    |                  |                  |                  |
|                  |                                    |                  |                  |                  |

| 12 avril | Détroit | 4-2 | Nashville |  |

| Feuille de match | Feuille de match                  | Feuille de match | Feuille de match | Feuille de match |
| ---------------- | --------------------------------- | ---------------- | ---------------- | ---------------- |
|                  | McCarty Lidström Draper Holmström |                  | Radulov Tootoo   |                  |
|                  |                                   |                  |                  |                  |
|                  |                                   |                  |                  |                  |
|                  |                                   |                  |                  |                  |

| 14 avril | Nashville | 5-3 | Détroit |  |

| Feuille de match | Feuille de match                  | Feuille de match | Feuille de match       | Feuille de match |
| ---------------- | --------------------------------- | ---------------- | ---------------------- | ---------------- |
|                  | Radulov Legwand Suter Arnott Erat |                  | Draper Hudler Datsiouk |                  |
|                  |                                   |                  |                        |                  |
|                  |                                   |                  |                        |                  |
|                  |                                   |                  |                        |                  |

| 16 avril | Nashville | 3-2 | Détroit |  |

| Feuille de match | Feuille de match   | Feuille de match | Feuille de match | Feuille de match |
| ---------------- | ------------------ | ---------------- | ---------------- | ---------------- |
|                  | Hamhuis Weber Erat |                  | Datsyuk Datsiouk |                  |
|                  |                    |                  |                  |                  |
|                  |                    |                  |                  |                  |
|                  |                    |                  |                  |                  |

| 18 avril | Détroit | 2-1 | Nashville |  |

| Feuille de match | Feuille de match | Feuille de match | Feuille de match | Feuille de match |
| ---------------- | ---------------- | ---------------- | ---------------- | ---------------- |
|                  | Filppula Franzén |                  | Bonk             |                  |
|                  |                  |                  |                  |                  |
|                  |                  |                  |                  |                  |
|                  |                  |                  |                  |                  |

| 20 avril | Nashville | 0-3 | Détroit |  |

| Feuille de match | Feuille de match | Feuille de match | Feuille de match         | Feuille de match |
| ---------------- | ---------------- | ---------------- | ------------------------ | ---------------- |
|                  |                  |                  | Lidström Hudler Rafalski |                  |
|                  |                  |                  |                          |                  |
|                  |                  |                  |                          |                  |
|                  |                  |                  |                          |                  |

#### San José contre Calgary
| 9 avril | San José | 2-3 (1-2, 0-1, 1-0) | Calgary |  |

| Feuille de match | Feuille de match | Feuille de match | Feuille de match    | Feuille de match |
| ---------------- | ---------------- | ---------------- | ------------------- | ---------------- |
|                  | Clowe            |                  | Yelle Phaneuf Yelle |                  |
|                  |                  |                  |                     |                  |
|                  |                  |                  |                     |                  |
|                  |                  |                  |                     |                  |

| 10 avril | San José | 2-0 (0-0, 2-0, 0-0) | Calgary |  |

| Feuille de match | Feuille de match  | Feuille de match | Feuille de match | Feuille de match |
| ---------------- | ----------------- | ---------------- | ---------------- | ---------------- |
|                  | Pavelski Mitchell |                  |                  |                  |
|                  |                   |                  |                  |                  |
|                  |                   |                  |                  |                  |
|                  |                   |                  |                  |                  |

| 13 avril | Calgary | 4-3 (1-3, 1-0, 2-0) | San José |  |

| Feuille de match | Feuille de match             | Feuille de match | Feuille de match     | Feuille de match |
| ---------------- | ---------------------------- | ---------------- | -------------------- | ---------------- |
|                  | Iginla Langkow Phaneuf Nolan |                  | Clowe Marleau Murray |                  |
|                  |                              |                  |                      |                  |
|                  |                              |                  |                      |                  |
|                  |                              |                  |                      |                  |

| 15 avril | Calgary | 2-3 (1-0, 1-1, 0-2) | San José |  |

| Feuille de match | Feuille de match | Feuille de match | Feuille de match        | Feuille de match |
| ---------------- | ---------------- | ---------------- | ----------------------- | ---------------- |
|                  | Iginla Phaneuf   |                  | Clowe Cheechoo Thornton |                  |
|                  |                  |                  |                         |                  |
|                  |                  |                  |                         |                  |
|                  |                  |                  |                         |                  |

| 17 avril | San José | 4-3 (0-0, 2-1, 2-2) | Calgary |  |

| Feuille de match | Feuille de match          | Feuille de match | Feuille de match    | Feuille de match |
| ---------------- | ------------------------- | ---------------- | ------------------- | ---------------- |
|                  | Pavelski Marleau Cheechoo |                  | Iginla Langkow Moss |                  |
|                  |                           |                  |                     |                  |
|                  |                           |                  |                     |                  |
|                  |                           |                  |                     |                  |

| 20 avril | Calgary | 2-0 (1-0, 1-0, 0-0) | San José |  |

| Feuille de match | Feuille de match | Feuille de match | Feuille de match | Feuille de match |
| ---------------- | ---------------- | ---------------- | ---------------- | ---------------- |
|                  | Nolan Langkow    |                  |                  |                  |
|                  |                  |                  |                  |                  |
|                  |                  |                  |                  |                  |
|                  |                  |                  |                  |                  |

| 22 avril | San José | 5-3 (1-1, 4-1, 0-1) | Calgary |  |

| Feuille de match | Feuille de match                            | Feuille de match | Feuille de match     | Feuille de match |
| ---------------- | ------------------------------------------- | ---------------- | -------------------- | ---------------- |
|                  | Thornton Roenick Roenick Pavelski Setoguchi |                  | Iginla Nolan Primeau |                  |
|                  |                                             |                  |                      |                  |
|                  |                                             |                  |                      |                  |
|                  |                                             |                  |                      |                  |

#### Minnesota contre Colorado
| 9 avril | Minnesota | 2-3 (pr) (0-0, 0-2, 2-0, 0-1) | Colorado |  |

| Feuille de match | Feuille de match | Feuille de match | Feuille de match  | Feuille de match |
| ---------------- | ---------------- | ---------------- | ----------------- | ---------------- |
|                  | Koivu Fedoruk    |                  | Sauer Smyth Sakic |                  |
|                  |                  |                  |                   |                  |
|                  |                  |                  |                   |                  |
|                  |                  |                  |                   |                  |

| 11 avril | Minnesota | 3-2 (pr) (0-1, 0-0, 2-1, 1-0) | Colorado |  |

| Feuille de match | Feuille de match     | Feuille de match | Feuille de match | Feuille de match |
| ---------------- | -------------------- | ---------------- | ---------------- | ---------------- |
|                  | Demitra Koivu Carney |                  | Forsberg Hejduk  |                  |
|                  |                      |                  |                  |                  |
|                  |                      |                  |                  |                  |
|                  |                      |                  |                  |                  |

| 14 avril | Colorado | 2-3 (pr) (1-0, 0-0, 1-2, 0-1) | Minnesota |  |

| Feuille de match | Feuille de match | Feuille de match | Feuille de match       | Feuille de match |
| ---------------- | ---------------- | ---------------- | ---------------------- | ---------------- |
|                  | Brunette Sakic   |                  | Koivu Rolston Bouchard |                  |
|                  |                  |                  |                        |                  |
|                  |                  |                  |                        |                  |
|                  |                  |                  |                        |                  |

| 15 avril | Colorado | 5-1 (3-0, 2-0, 0-1) | Minnesota |  |

| Feuille de match | Feuille de match                     | Feuille de match | Feuille de match | Feuille de match |
| ---------------- | ------------------------------------ | ---------------- | ---------------- | ---------------- |
|                  | Brunette Wolski Arnason Salei Hejduk |                  | Koivu            |                  |
|                  |                                      |                  |                  |                  |
|                  |                                      |                  |                  |                  |
|                  |                                      |                  |                  |                  |

| 17 avril | Minnesota | 2-3 (1-1, 0-0, 1-2) | Colorado |  |

| Feuille de match | Feuille de match | Feuille de match | Feuille de match        | Feuille de match |
| ---------------- | ---------------- | ---------------- | ----------------------- | ---------------- |
|                  | Bouchard Rolston |                  | Brunette Wolski Stastny |                  |
|                  |                  |                  |                         |                  |
|                  |                  |                  |                         |                  |
|                  |                  |                  |                         |                  |

| 19 avril | Colorado | 2-1 (1-0, 1-1, 0-0) | Minnesota |  |

| Feuille de match | Feuille de match | Feuille de match | Feuille de match | Feuille de match |
| ---------------- | ---------------- | ---------------- | ---------------- | ---------------- |
|                  | Guité Smyth      |                  | Voros            |                  |
|                  |                  |                  |                  |                  |
|                  |                  |                  |                  |                  |
|                  |                  |                  |                  |                  |

#### Anaheim contre Dallas
| 10 avril | Anaheim | 0-4 (0-2, 0-2, 0-0) | Dallas |  |

| Feuille de match | Feuille de match | Feuille de match | Feuille de match             | Feuille de match |
| ---------------- | ---------------- | ---------------- | ---------------------------- | ---------------- |
|                  |                  | 0-1 0-2 0-3 0-4  | Ott Eriksson Lehtinen Morrow |                  |
|                  |                  |                  |                              |                  |
|                  |                  |                  |                              |                  |
|                  |                  |                  |                              |                  |

| 12 avril | Anaheim | 2-5 (0-1, 2-1, 0-3) | Dallas |  |

| Feuille de match | Feuille de match | Feuille de match | Feuille de match                          | Feuille de match |
| ---------------- | ---------------- | ---------------- | ----------------------------------------- | ---------------- |
|                  | Selänne Moen     |                  | Ribeiro Lehtinen Modano Richards Eriksson |                  |
|                  |                  |                  |                                           |                  |
|                  |                  |                  |                                           |                  |
|                  |                  |                  |                                           |                  |

| 15 avril | Dallas | 2-4 (0-3, 0-1, 2-0) | Anaheim |  |

| Feuille de match | Feuille de match | Feuille de match | Feuille de match         | Feuille de match |
| ---------------- | ---------------- | ---------------- | ------------------------ | ---------------- |
|                  | Morrow           |                  | Marchant Getzlaf Pronger |                  |
|                  |                  |                  |                          |                  |
|                  |                  |                  |                          |                  |
|                  |                  |                  |                          |                  |

| 17 avril | Dallas | 3-1 (1-0, 0-0, 2-1) | Anaheim |  |

| Feuille de match | Feuille de match     | Feuille de match | Feuille de match | Feuille de match |
| ---------------- | -------------------- | ---------------- | ---------------- | ---------------- |
|                  | Lundqvist Barnes Ott |                  | Schneider        |                  |
|                  |                      |                  |                  |                  |
|                  |                      |                  |                  |                  |
|                  |                      |                  |                  |                  |

| 18 avril | Anaheim | 5-2 (1-1, 1-0, 3-1) | Dallas |  |

| Feuille de match | Feuille de match                         | Feuille de match | Feuille de match | Feuille de match |
| ---------------- | ---------------------------------------- | ---------------- | ---------------- | ---------------- |
|                  | Perry Getzlaf Selänne O'Donnell Marchant |                  | Norstrom Ribeiro |                  |
|                  |                                          |                  |                  |                  |
|                  |                                          |                  |                  |                  |
|                  |                                          |                  |                  |                  |

| 20 avril | Dallas | 4-1 (0-0, 0-1, 4-0) | Anaheim |  |

| Feuille de match | Feuille de match               | Feuille de match | Feuille de match | Feuille de match |
| ---------------- | ------------------------------ | ---------------- | ---------------- | ---------------- |
|                  | Robidas Barnes Eriksson Modano |                  | Perry            |                  |
|                  |                                |                  |                  |                  |
|                  |                                |                  |                  |                  |
|                  |                                |                  |                  |                  |

## Demi-finales d'associations

### Montréal contre Philadelphie
| 24 avril | Montréal | 4-3 (pr) | Philadelphie |  |

| Feuille de match | Feuille de match                            | Feuille de match | Feuille de match    | Feuille de match |
| ---------------- | ------------------------------------------- | ---------------- | ------------------- | ---------------- |
|                  | A. Kostitsyne Kovaliov Kovaliov Kostopoulos |                  | Umberger Dowd Lupul |                  |
|                  |                                             |                  |                     |                  |
|                  |                                             |                  |                     |                  |
|                  |                                             |                  |                     |                  |

| 26 avril | Montréal | 2-4 | Philadelphie |  |

| Feuille de match | Feuille de match | Feuille de match | Feuille de match                | Feuille de match |
| ---------------- | ---------------- | ---------------- | ------------------------------- | ---------------- |
|                  | Koivu Markov     |                  | Umberger Carter Brière Umberger |                  |
|                  |                  |                  |                                 |                  |
|                  |                  |                  |                                 |                  |
|                  |                  |                  |                                 |                  |

| 28 avril | Philadelphie | 3-2 | Montréal |  |

| Feuille de match | Feuille de match          | Feuille de match | Feuille de match | Feuille de match |
| ---------------- | ------------------------- | ---------------- | ---------------- | ---------------- |
|                  | Upshall Richards Umberger |                  | Plekanec Koivu   |                  |
|                  |                           |                  |                  |                  |
|                  |                           |                  |                  |                  |
|                  |                           |                  |                  |                  |

| 30 avril | Philadelphie | 4-2 | Montréal |  |

| Feuille de match | Feuille de match                  | Feuille de match | Feuille de match | Feuille de match |
| ---------------- | --------------------------------- | ---------------- | ---------------- | ---------------- |
|                  | Umberger Hartnell Brière Umberger |                  | Plekanec Koivu   |                  |
|                  |                                   |                  |                  |                  |
|                  |                                   |                  |                  |                  |
|                  |                                   |                  |                  |                  |

| 3 mai | Montréal | 4-6 | Philadelphie |  |

| Feuille de match | Feuille de match                        | Feuille de match | Feuille de match                                   | Feuille de match |
| ---------------- | --------------------------------------- | ---------------- | -------------------------------------------------- | ---------------- |
|                  | Plekanec Kovaliov Higgins A. Kostitsyne |                  | Umberger Richards Umberger Hartnell Upshall Knuble |                  |
|                  |                                         |                  |                                                    |                  |
|                  |                                         |                  |                                                    |                  |
|                  |                                         |                  |                                                    |                  |

### Pittsburgh contre Rangers de New York
| 25 avril | Pittsburgh | 5-4 | New York |  |

| Feuille de match | Feuille de match                  | Feuille de match | Feuille de match         | Feuille de match |
| ---------------- | --------------------------------- | ---------------- | ------------------------ | ---------------- |
|                  | Ruutu Dupuis Hossa Sýkora Malkine |                  | Straka Drury Avery Gomez |                  |
|                  |                                   |                  |                          |                  |
|                  |                                   |                  |                          |                  |
|                  |                                   |                  |                          |                  |

| 27 avril | Pittsburgh | 2-0 | New York |  |

| Feuille de match | Feuille de match | Feuille de match | Feuille de match | Feuille de match |
| ---------------- | ---------------- | ---------------- | ---------------- | ---------------- |
|                  | Staal Hall       | 1-0 2-0          |                  |                  |
|                  |                  |                  |                  |                  |
|                  |                  |                  |                  |                  |
|                  |                  |                  |                  |                  |

| 29 avril | New York | 3-5 | Pittsburgh |  |

| Feuille de match | Feuille de match     | Feuille de match | Feuille de match                     | Feuille de match |
| ---------------- | -------------------- | ---------------- | ------------------------------------ | ---------------- |
|                  | Straka Callahan Jágr |                  | Hossa Laraque Malkine Malkine Malone |                  |
|                  |                      |                  |                                      |                  |
|                  |                      |                  |                                      |                  |
|                  |                      |                  |                                      |                  |

| 1er mai | New York | 3-0 | Pittsburgh |  |

| Feuille de match | Feuille de match   | Feuille de match | Feuille de match | Feuille de match |
| ---------------- | ------------------ | ---------------- | ---------------- | ---------------- |
|                  | Jágr Dubinsky Jágr | 1-0 2-0 3-0      |                  |                  |
|                  |                    |                  |                  |                  |
|                  |                    |                  |                  |                  |
|                  |                    |                  |                  |                  |

| 4 mai | Pittsburgh | 3-2 (pr) | New York |  |

| Feuille de match | Feuille de match    | Feuille de match | Feuille de match | Feuille de match |
| ---------------- | ------------------- | ---------------- | ---------------- | ---------------- |
|                  | Hossa Malkine Hossa |                  | Korpikoski Dawes |                  |
|                  |                     |                  |                  |                  |
|                  |                     |                  |                  |                  |
|                  |                     |                  |                  |                  |

### Détroit contre Colorado
| 24 avril | Détroit | 4-3 | Colorado |  |

| Feuille de match | Feuille de match          | Feuille de match | Feuille de match     | Feuille de match |
| ---------------- | ------------------------- | ---------------- | -------------------- | ---------------- |
|                  | Zetterberg Cleary Franzén |                  | Stastny Liles Hejduk |                  |
|                  |                           |                  |                      |                  |
|                  |                           |                  |                      |                  |
|                  |                           |                  |                      |                  |

| 26 avril | Détroit | 5-1 | Colorado |  |

| Feuille de match | Feuille de match                            | Feuille de match | Feuille de match | Feuille de match |
| ---------------- | ------------------------------------------- | ---------------- | ---------------- | ---------------- |
|                  | Franzén Franzén Filppula Zetterberg Franzén |                  | Laperrière       |                  |
|                  |                                             |                  |                  |                  |
|                  |                                             |                  |                  |                  |
|                  |                                             |                  |                  |                  |

| 29 avril | Colorado | 3-4 | Détroit |  |

| Feuille de match | Feuille de match | Feuille de match | Feuille de match                   | Feuille de match |
| ---------------- | ---------------- | ---------------- | ---------------------------------- | ---------------- |
|                  | McLeod Brunette  |                  | Datsyuk Franzén Datsyuk Zetterberg |                  |
|                  |                  |                  |                                    |                  |
|                  |                  |                  |                                    |                  |
|                  |                  |                  |                                    |                  |

| 1er mai | Colorado | 2-8 | Détroit |  |

| Feuille de match | Feuille de match | Feuille de match | Feuille de match                                                      | Feuille de match |
| ---------------- | ---------------- | ---------------- | --------------------------------------------------------------------- | ---------------- |
|                  | Arnason Liles    |                  | Samuelsson Holmström Franzén Zetterberg Zetterberg Franzén Samuelsson |                  |
|                  |                  |                  |                                                                       |                  |
|                  |                  |                  |                                                                       |                  |
|                  |                  |                  |                                                                       |                  |

### San José contre Dallas
| 25 avril | San José | 2-3 (pr) | Dallas |  |

| Feuille de match | Feuille de match  | Feuille de match | Feuille de match | Feuille de match |
| ---------------- | ----------------- | ---------------- | ---------------- | ---------------- |
|                  | Michalek Cheechoo |                  | Modano Morrow    |                  |
|                  |                   |                  |                  |                  |
|                  |                   |                  |                  |                  |
|                  |                   |                  |                  |                  |

| 27 avril | San José | 2-5 | Dallas |  |

| Feuille de match | Feuille de match  | Feuille de match | Feuille de match               | Feuille de match |
| ---------------- | ----------------- | ---------------- | ------------------------------ | ---------------- |
|                  | Pavelski Michalek |                  | Ribeiro Richards Modano Hagman |                  |
|                  |                   |                  |                                |                  |
|                  |                   |                  |                                |                  |
|                  |                   |                  |                                |                  |

| 29 avril | Dallas | 2-1 (pr) | San José |  |

| Feuille de match | Feuille de match | Feuille de match | Feuille de match | Feuille de match |
| ---------------- | ---------------- | ---------------- | ---------------- | ---------------- |
|                  | Zubov Norstrom   |                  | Marleau          |                  |
|                  |                  |                  |                  |                  |
|                  |                  |                  |                  |                  |
|                  |                  |                  |                  |                  |

| 30 avril | Dallas | 1-2 | San José |  |

| Feuille de match | Feuille de match | Feuille de match | Feuille de match | Feuille de match |
| ---------------- | ---------------- | ---------------- | ---------------- | ---------------- |
|                  | Lehtinen         |                  | Marleau Michalek |                  |
|                  |                  |                  |                  |                  |
|                  |                  |                  |                  |                  |
|                  |                  |                  |                  |                  |

| 2 mai | San José | 3-2 (pr) | Dallas |  |

| Feuille de match | Feuille de match           | Feuille de match | Feuille de match | Feuille de match |
| ---------------- | -------------------------- | ---------------- | ---------------- | ---------------- |
|                  | Michalek Campbell Pavelski |                  | Lehtinen Morrow  |                  |
|                  |                            |                  |                  |                  |
|                  |                            |                  |                  |                  |
|                  |                            |                  |                  |                  |

| 4 mai | Dallas | 2-1 (4 pr) | San José |  |

| Feuille de match | Feuille de match | Feuille de match | Feuille de match | Feuille de match |
| ---------------- | ---------------- | ---------------- | ---------------- | ---------------- |
|                  | Miettinen Morrow |                  | Clowe            |                  |
|                  |                  |                  |                  |                  |
|                  |                  |                  |                  |                  |
|                  |                  |                  |                  |                  |

## Finales d'associations

### Pittsburgh contre Philadelphie
| 9 mai | Pittsburgh | 4-2 | Philadelphie |  |

| Feuille de match | Feuille de match      | Feuille de match | Feuille de match | Feuille de match |
| ---------------- | --------------------- | ---------------- | ---------------- | ---------------- |
|                  | Sýkora Crosby Malkine |                  | Richards         |                  |
|                  |                       |                  |                  |                  |
|                  |                       |                  |                  |                  |
|                  |                       |                  |                  |                  |

| 11 mai | Pittsbrugh | 4-2 | Philadelphie |  |

| Feuille de match | Feuille de match          | Feuille de match | Feuille de match | Feuille de match |
| ---------------- | ------------------------- | ---------------- | ---------------- | ---------------- |
|                  | Crosby Hossa Talbot Staal |                  | Carter Richards  |                  |
|                  |                           |                  |                  |                  |
|                  |                           |                  |                  |                  |
|                  |                           |                  |                  |                  |

| 13 mai | Philadelphie | 1-4 | Pittsburgh |  |

| Feuille de match | Feuille de match | Feuille de match | Feuille de match           | Feuille de match |
| ---------------- | ---------------- | ---------------- | -------------------------- | ---------------- |
|                  | Umberger         |                  | Whintey Hossa Malone Hossa |                  |
|                  |                  |                  |                            |                  |
|                  |                  |                  |                            |                  |
|                  |                  |                  |                            |                  |

| 15 mai | Philadelphie | 4-2 | Pittsburgh |  |

| Feuille de match | Feuille de match          | Feuille de match | Feuille de match | Feuille de match |
| ---------------- | ------------------------- | ---------------- | ---------------- | ---------------- |
|                  | Lupul Brière Carter Lupul |                  | Staal            |                  |
|                  |                           |                  |                  |                  |
|                  |                           |                  |                  |                  |
|                  |                           |                  |                  |                  |

| 18 mai | Pittsburgh | 6-0 | Philadelphie |  |

| Feuille de match | Feuille de match                         | Feuille de match | Feuille de match | Feuille de match |
| ---------------- | ---------------------------------------- | ---------------- | ---------------- | ---------------- |
|                  | Malone Malkine Hossa Malone Staal Dupuis |                  |                  |                  |
|                  |                                          |                  |                  |                  |
|                  |                                          |                  |                  |                  |
|                  |                                          |                  |                  |                  |

### Détroit contre Dallas
| 18 mai | Détroit | 4-1 | Dallas |  |

| Feuille de match | Feuille de match                    | Feuille de match | Feuille de match | Feuille de match |
| ---------------- | ----------------------------------- | ---------------- | ---------------- | ---------------- |
|                  | Rafalski Franzén Holmström Filppula |                  | Morrow           |                  |
|                  |                                     |                  |                  |                  |
|                  |                                     |                  |                  |                  |
|                  |                                     |                  |                  |                  |

| 10 mai | Détroit | 2-1 | Dallas |  |

| Feuille de match | Feuille de match | Feuille de match | Feuille de match | Feuille de match |
| ---------------- | ---------------- | ---------------- | ---------------- | ---------------- |
|                  | Helm Zetterberg  |                  | Robidas          |                  |
|                  |                  |                  |                  |                  |
|                  |                  |                  |                  |                  |
|                  |                  |                  |                  |                  |

| 12 mai | Dallas | 2-5 | Détroit |  |

| Feuille de match | Feuille de match  | Feuille de match | Feuille de match                          | Feuille de match |
| ---------------- | ----------------- | ---------------- | ----------------------------------------- | ---------------- |
|                  | Grossman Richards |                  | Datsyuk Datsyuk Hudler Zetterberg Datsyuk |                  |
|                  |                   |                  |                                           |                  |
|                  |                   |                  |                                           |                  |
|                  |                   |                  |                                           |                  |

| 14 mai | Dallas | 3-1 | Détroit |  |

| Feuille de match | Feuille de match       | Feuille de match | Feuille de match | Feuille de match |
| ---------------- | ---------------------- | ---------------- | ---------------- | ---------------- |
|                  | Eriksson Modano Morrow |                  | Zetterberg       |                  |
|                  |                        |                  |                  |                  |
|                  |                        |                  |                  |                  |
|                  |                        |                  |                  |                  |

| 17 mai | Détroit | 1-2 | Dallas |  |

| Feuille de match | Feuille de match | Feuille de match | Feuille de match | Feuille de match |
| ---------------- | ---------------- | ---------------- | ---------------- | ---------------- |
|                  | Hudler Daley     |                  | Lundqvist        |                  |
|                  |                  |                  |                  |                  |
|                  |                  |                  |                  |                  |
|                  |                  |                  |                  |                  |

| 19 mai | Dallas | 1-4 | Détroit |  |

| Feuille de match | Feuille de match | Feuille de match | Feuille de match                | Feuille de match |
| ---------------- | ---------------- | ---------------- | ------------------------------- | ---------------- |
|                  | Robidas          |                  | Draper Datsyuk Drake Zetterberg |                  |
|                  |                  |                  |                                 |                  |
|                  |                  |                  |                                 |                  |
|                  |                  |                  |                                 |                  |

## Finale de la Coupe Stanley

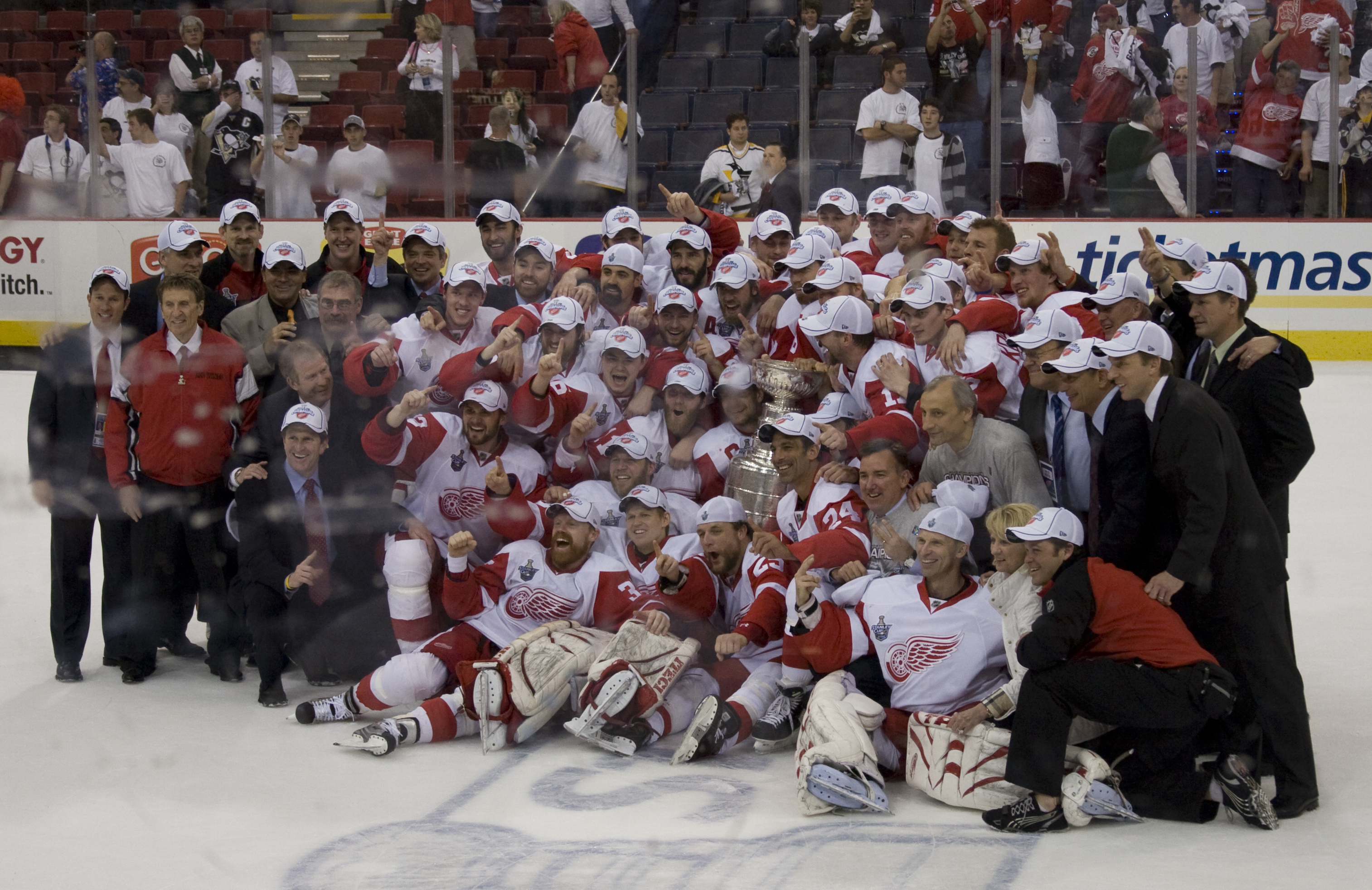
L'équipe des Red Wings de Détroit, vainqueur de la Coupe Stanley lors de la saison 2007-2008.

| 24 mai | Détroit | 4-0 (0-0, 1-0, 3-0) | Pittsburgh | Joe Louis Arena 20 066 spectateurs |

| Feuille de match | Feuille de match | Feuille de match  | Feuille de match | Feuille de match |
| ---------------- | --- | ----------------- | ---------------- | ---------------- |
|                  | Samuelsson — 33 min 1 s Samuelsson — 42 min 16 s Cleary (Stuart) — 57 min 58 s (IN) Zetterberg (Holmström, Lidström) — 59 min 47 s (SN) | 1-0 2-0 3-0 4-0   | -                |                  |
| Chris Osgood     | Gardiens | Marc-André Fleury |                  |                  |
|                  | |                   |                  |                  |
|                  | |                   |                  |                  |

| 26 mai | Détroit | 3-0 (2-0, 0-0, 1-0) | Pittsburgh | Joe Louis Arena 20 066 spectateurs |

| Feuille de match | Feuille de match                                                                                              | Feuille de match  | Feuille de match | Feuille de match |
| ---------------- | --- | ----------------- | ---------------- | ---------------- |
|                  | Stuart (Filppula) – 6 min 55 s Holmström (Zetterberg) – 11 min 18 s Filppula (Franzén - Stuart) – 48 min 48 s | 1-0 2-0 3-0       | -                |                  |
| Chris Osgood     | Gardiens | Marc-André Fleury |                  |                  |
|                  | |                   |                  |                  |
|                  | |                   |                  |                  |

| 28 mai | Pittsburgh | 3-2 (1-0, 1-1, 1-1) | Détroit | Mellon Arena 17 132 spectateurs |

| Feuille de match  | Feuille de match                                                                                                  | Feuille de match    | Feuille de match                                                                                  | Feuille de match |
| ----------------- | --- | ------------------- | ------------------------------------------------------------------------------------------------- | ---------------- |
|                   | Crosby (Hossa) – 17 min 25 s Crosby (Hossa - Malone) – 22 min 34 s (SN) - Hall (Talbot - Roberts) – 47 min 17 s - | 1-0 2-0 2-1 3-1 3-2 | - 34 min 48 s (SN) – Franzén (Lidström - Kronwall) - 53 min 37 s – Samuelsson (Stuart - Filppula) |                  |
| Marc-André Fleury | Gardiens | Chris Osgood        |                                                                                                   |                  |
|                   | |                     |                                                                                                   |                  |
|                   | |                     |                                                                                                   |                  |

| 31 mai | Pittsburgh | 1-2 (1-1, 0-0, 0-1) | Détroit | Mellon Arena 17 132 spectateurs |

| Feuille de match  | Feuille de match                              | Feuille de match | Feuille de match                                                                  | Feuille de match |
| ----------------- | --------------------------------------------- | ---------------- | --------------------------------------------------------------------------------- | ---------------- |
|                   | Hossa (Gontchar - Crosby) – 2 min 51 s (SN) - | 1-0 1-1 1-2      | - 7 min 6 s – Lidström (Rafalski - Datsiouk) 43 min 26 s – Hudler (Helm - Stuart) |                  |
| Marc-André Fleury | Gardiens                                      | Chris Osgood     |                                                                                   |                  |
|                   |                                               |                  |                                                                                   |                  |
|                   |                                               |                  |                                                                                   |                  |

| 2 juin | Détroit | 3-4 (0-2 ; 1-0 ; 2-1 ; 0-0 ; 0-1) | Pittsburgh | Joe Louis Arena 20 066 spectateurs |

| Feuille de match | Feuille de match | Feuille de match            | Feuille de match | Feuille de match |
| ---------------- | --- | --------------------------- | --- | ---------------- |
|                  | - Helm (Maltby) – 22 min 54 s Datsiouk (Zetterberg - Rafalski) – 46 min 43 s (SN) Rafalski (Franzén - Zetterberg) – 49 min 23 s - | 0-1 0-2 1-2 2-2 3-2 3-3 3-4 | 8 min 37 s – Hossa (Crosby - Dupuis) 14 min 41 s – Hall - 59 min 25 s – Talbot (Hossa - Crosby) 109 min 57 s (SN) – Sýkora (Malkine - Gontchar) |                  |
| Chris Osgood     | Gardiens | Marc-André Fleury           | |                  |
|                  | |                             | |                  |
|                  | |                             | |                  |

| 4 juin | Pittsburgh | 2-3 (0-1, 1-1, 1-1) | Détroit | Mellon Arena 17 132 spectateurs |

| Feuille de match  | Feuille de match                                                                              | Feuille de match    | Feuille de match | Feuille de match |
| ----------------- | --------------------------------------------------------------------------------------------- | ------------------- | --- | ---------------- |
|                   | - Malkine (Crosby - Hossa) – 35 min 26 s (SN) - Hossa (Gontchar - Malkine) – 58 min 33 s (SN) | 0-1 0-2 1-2 1-3 2-3 | 5 min 3 s (SN) – Rafalski (Zetterberg - Datsiouk) 28 min 27 s – Filppula (Samuelsson - Kronwall) - 47 min 36 s – Zetterberg (Datsiouk - Kronwall) - |                  |
| Marc-André Fleury | Gardiens                                                                                      | Chris Osgood        | |                  |
|                   |                                                                                               |                     | |                  |
|                   |                                                                                               |                     | |                  |

## Effectif champion
La liste ci-dessous présente l'ensemble des personnalités ayant le droit de faire partie de l'effectif officiel champion de la Coupe Stanley. Pour être listés parmi les vainqueurs de la coupe et avoir leur nom gravé sur celle-ci, les joueurs doivent avoir participé, avec l'équipe gagnante, au minimum à 41 des rencontres de la saison régulière ou une rencontre de la finale des éliminatoires. En plus des joueurs, des membres de la franchise ont également leur nom sur la Coupe. Au total, 52 membres des Red Wings ont leur nom gravé sur la Coupe Stanley,.
- Gardiens de but : Chris Osgood et Dominik Hašek
- Défenseurs : Andreas Lilja, Nicklas Lidström (C), Derek Meech, Brett Lebda, Brad Stuart, Chris Chelios, Brian Rafalski et Niklas Kronwall
- Ailiers : Daniel Cleary, Dallas Drake, Kirk Maltby, Aaron Downey, Darren McCarty, Mikael Samuelsson, Tomáš Kopecký, Johan Franzén et Tomas Holmström
- Centres : Pavel Datsiouk (A), Jiří Hudler, Kris Draper (A), Henrik Zetterberg (A), Darren Helm et Valtteri Filppula
- Membres de l'organisation : Mike Ilitch, Marian Ilitch, Christopher Ilitch, Denise Ilitch, Ronald Ilitch, Michael Ilitch Jr., Lisa Ilitch Murray, Atanas Ilitch, Carole Ilitch, Jim Devellano, Ken Holland, Steve Yzerman, Jim Nill, Ryan Martin, Scotty Bowman, Mike Babcock, Todd McLellan, Paul MacLean, Jim Bedard, Jay Woodcroft, Mark Howe, Joe McDonnell, Håkan Andersson, Piet Van Zant, Paul Boyer, Russ Baumann, Christopher Scoppetto

## Trophées
- Conn Smythe : Henrik Zetterberg (Red Wings de Détroit)
- Coupe Stanley : Red Wings de Détroit

## Meilleurs pointeurs
| Joueur            | Équipe       | PJ | B  | A  | Pts | +/- | Pun |
| ----------------- | ------------ | -- | -- | -- | --- | --- | --- |
| Henrik Zetterberg | Détroit      | 22 | 13 | 14 | 27  | +16 | 16  |
| Sidney Crosby     | Pittsburgh   | 20 | 6  | 21 | 27  | +7  | 12  |
| Marián Hossa      | Pittsburgh   | 20 | 12 | 14 | 26  | +8  | 12  |
| Pavel Datsiouk    | Détroit      | 22 | 10 | 13 | 23  | +13 | 6   |
| Ievgueni Malkine  | Pittsburgh   | 20 | 10 | 12 | 22  | +3  | 24  |
| Johan Franzén     | Détroit      | 16 | 13 | 5  | 18  | +13 | 14  |
| Mike Ribeiro      | Dallas       | 18 | 3  | 14 | 17  | 0   | 16  |
| Daniel Brière     | Philadelphie | 17 | 9  | 7  | 16  | -3  | 20  |
| Ryan Malone       | Pittsburgh   | 20 | 6  | 10 | 16  | +4  | 25  |
| R. J. Umberger    | Philadelphie | 17 | 10 | 5  | 15  | +7  | 10  |